# Kirsten Baker
Kirsten Baker (Songnefjord, 7 de abril de 1960) é uma ex-modelo e atriz norte-americana de cinema e televisão.

## Carreira

### Primeiros trabalhos
Baker nasceu na Noruega, mas mudou-se com sua família para os Estados Unidos ainda na infância. Ela trabalhou por cerca de uma década como atriz e modelo. Começou a atuar na televisão em 1978 no primeiro episódio da série James at 16, no papel de Christina Kollber, uma estudante de intercâmbio sueca com quem o personagem-título perde a virgindade. Ela seguiu atuando em papéis com apelo sexual semelhante nos longas-metragens de comédia Gas Pump Girls e Teen Lust, ambos lançados em 1979. Nessa época, ela também trabalhou como modelo de projetos impressos da Cannon Films, produtora de filmes exploitation de baixo orçamento.

### Friday the 13th Part 2e outros projetos
Em 1981, Baker foi escalada para o filme pelo qual é mais lembrada, a sequência de terror Friday the 13th Part 2. Ela interpretou Terry, uma monitora de acampamento que se depara com o assassino Jason Voorhees, e apareceu em várias cenas de nudez. Depois de aparecer em outra produção de terror, Please Don't Eat the Babies (1983), fez suas última aparição nas telas em 1987 no drama Weeds, após o qual passou a se concentrar integralmente em sua carreira de modelo. Em 1993, Baker também deixou essa profissão e permaneceu afastada da mídia. Em 2010, ela ressurgiu em uma convenção de fãs do gênero terror.

## Filmografia

### Cinema
| Ano  | Título                             | Papel     | Notas                              | Ref.  |
| ---- | ---------------------------------- | --------- | ---------------------------------- | ----- |
| 1979 | Teen Lust                          | Carol     | Título alternativo: Girl Next Door | [ 5 ] |
| 1979 | Gas Pump Girls                     | June      |                                    | [ 6 ] |
| 1979 | California Dreaming                | Karen     |                                    | [ 6 ] |
| 1980 | Cruising                           | Corredora | Não creditada                      | [ 7 ] |
| 1980 | Midnight Madness                   | Sunshine  |                                    | [ 6 ] |
| 1981 | Friday the 13th Part 2             | Terry     |                                    | [ 6 ] |
| 1983 | Please Don't Eat the Babies        | Candy     | Título alternativo: Island Fury    | [ 4 ] |
| 1984 | Friday the 13th: The Final Chapter | Terry     | Filmagens de arquivo               | [ 8 ] |
| 1987 | Weeds                              | Kirsten   |                                    | [ 6 ] |

### Televisão
| Ano  | Título                      | Papel              | Notas                                 | Ref.   |
| ---- | --------------------------- | ------------------ | ------------------------------------- | ------ |
| 1978 | James at 16                 | Christina Kollberg | Episódio: "The Gift"                  | [ 2 ]  |
| 1978 | Police Woman                | Lori               | Episódio: "Murder with Pretty People" | [ 9 ]  |
| 1980 | The Seduction of Miss Leona | Sue                | Telefilme                             | [ 10 ] |